# 维尔德
维尔德（法語：Wylder）是法国北部-加来海峡大区诺尔省的一个市镇，属于敦刻尔克区贝尔格县。该市镇2009年时的人口为291人。

## 人口
维尔德人口变化图示
| 数据来源：INSEE |